# Херувим
Думата херувим в черковен латински cherub (мн. число cherubin) е транскрипция от иврит כרוב (kerūb), мн. число כרובים (kerubīm).

## Библия
В юдейската религия херувимите са същевременно ангели и пазители. В Битие херувими пазят дървото на живота с огнени и въртящи се мечове (Битие 3:24), след изгонването на Адам и Ева от Едемската градина. Книгата Изход също описва херувимите (Изход 25: 18 – 22):
| „ | И направи два херувима от злато: изковани ги направи на двата края на очистилището; Направи единия херувим на единия край, а другия херувим на другия край: направете херувимите да бъдат издадени от двата края на очистилището; а херувимите да бъдат с разперени отгоре крила, които покриват с крилата си очистилището, а лицата им да бъдат едно срещу друго; лицата на херувимите да гледат към очистилището. И тури очистилището отгоре на ковчега, а в ковчега тури откровението, което ще ти дам: там, над очистилището между двата херувима, които са над ковчега на откровението. Аз ще ти се явявам и ще говоря с тебе за всичко, каквото ще заповядам чрез тебе на Израилевите синове. | “ |

В книгата на пророк Иезекиил (1:5 – 28): описанието на херувимите е почерпано от традицията:
| „ | ...в средата пък му се виждаше подобие на четири животни, – и такъв беше видът им: приличаха на човек, и всяко имаше четири лица, и всяко от тях – четири крила; а нозете им – нозе прави, и стъпалата на нозете им – като стъпало на телешка нога, и блещеха като лъвска мед (и крилата им леки). И под крилата им имаше човешки ръце, на четири тях им страни; и четирите си имаха лица и крила; крилата им се допираха едно до друго; когато ходеха, те не се обръщаха, а вървяха всяко по посока на лицето си. Подобието на лицето им бе: лице човешко и лице лъвско от дясна страна у всички четири. А кога те ходеха чувах шум от крилата им, като че шум от много води, като че глас от Всемогъщия, силен шум, като че шум на военен стан. А над свода над главите им имаше подобие на престол, наглед като от камък сапфир; | “ |

Изобразяването на библейските херувими, като хибридни същества с човешки и животински телесни белези, е вероятно вдъхновено от иконографията на Близкия изток (крилат сфинкс и крилат бик с човешка глава). В християнството от Средновековието херувимите са ангели от втория хор на първата йерархия. Предшестват троновете и следват серафимите. Понякога са рисувани като малки и грациозни деца с чифт криле.

## Изкуство и литература
- Керубини, млад паж на граф Алмавива е театрален герой на пиеса от Бомарше, (Сватбата на Фигаро) и La mère coupable (Виновната майка).

- Керубини в операта на Моцарт, Сватбата на Фигаро. Това е и название на опера от Жул Масне – Chérubin (1905).